# Oskar Karlweis

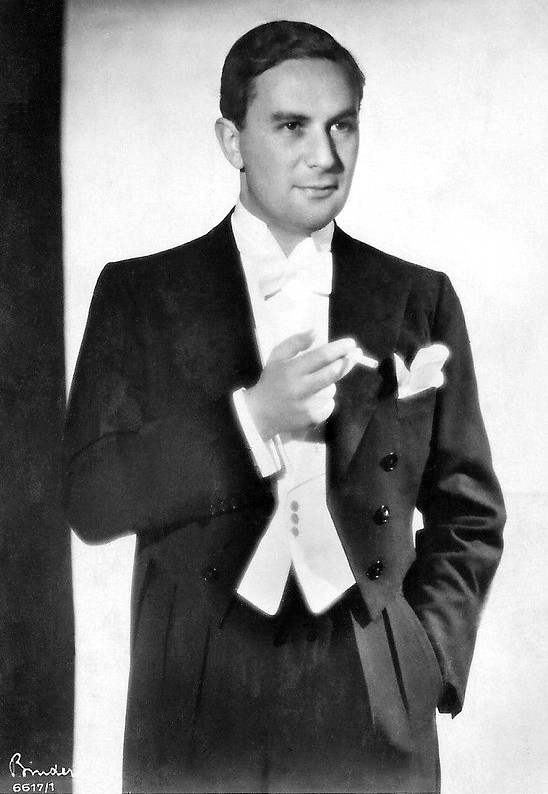
Oskar Karlweis.

Oskar Karlweis, född 10 juni 1894 i Hinterbrühl, Österrike-Ungern, död 24 januari 1956 i New York, USA, var en österrikisk skådespelare. Karlweis var aktiv som teaterskådespelare från 1912 och verkade senare vid Theater in der Josefstadt i Wien och Deutsches Theater, Berlin under Max Reinhardts ledning. Karlweis medverkade också i tidiga tyska ljudfilmer på 1930-talet, den mest kända Kärlek och bensin. Karlweis som hade judisk bakgrund flyttade åter till Österrike 1933 på grund av NSDAPs maktövertagande i Tyskland, och efter Anschluss 1938, flydde han först till Tjeckoslovakien och 1940 till USA. På 1950-talet medverkade han i mindre roller i några amerikanska Hollywoodfilmer. Han avled 1956 till följd av hjärtattack.

## Filmografi, urval
- 1930 – Kärlek och bensin
- 1930 – Två hjärtan i valstakt
- 1930 – Dolly gör karriär
- 1930 – Du är min Greta Garbo
- 1931 – Rena rama sanningen
- 1952 – Affären Cicero
- 1953 – Jagad man